# 낸 윈

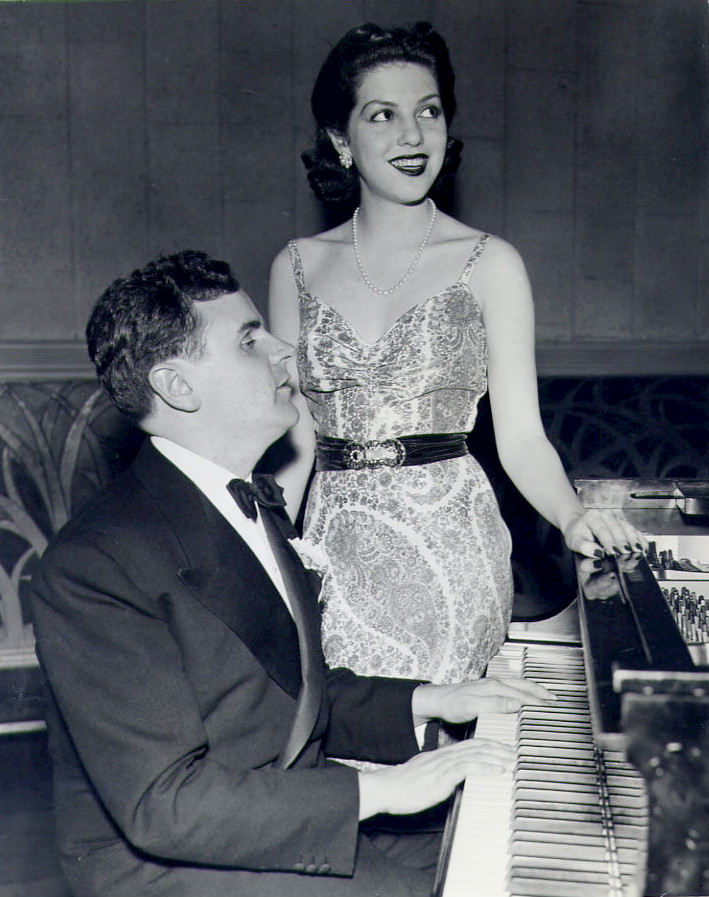

낸 윈(Nan Wynn, 1915년 5월 8일 ~ 1971년 3월 21일)은 미국의 배우, 가수, 영화배우이다.
존스타운에서 태어났으며 샌타모니카에서 사망하였다. 사인은 암이다.

## 영화
- 잼 세션 (1944년)
- 프린세스 오루크 (1943년)
- 보물섬 소동 (1942년)